# Ana Martins Marques
Ana Martins Marques, född 7 november 1977 i Belo Horizonte, är en brasiliansk poet.

## Biografi
Ana Martins Marques avlade magisterexamen i brasiliansk litteratur 2003 vid Universidade Federal de Minas Gerais, med en avhandling om författaren João Gilberto Noll. 2013 skrev hon en doktorsavhandling med titeln Paisagem com figuras: fotografia na literatura contemporânea om fotografier i poeterna W.G. Sebald, Bernardo Carvalho, Alan Pauls och Orhan Pamuks litteratur.
Ana Martins Marques arbetar som tidskriftsredaktör och litteraturkritiker i delstaten Minas Gerais parlament.

## Författarskap
I sin första bok, A vida submarina ('Livet under vattenytan', 2009), samlade hon dikter som 2007 och 2008 belönades med staden Belo Horizontes pris. Hon har också vunnit priset "Prêmio Alphonsus de Guimaraens" för sin andra bok Da arte das armadilhas ('Om fällornas konst', 2011).
Enligt kritikern Murilo Marcondes kombinerar Martins Marques poesi en formell utveckling med ett reflekterande om livet. Enligt honom lyfter den fram en "koppling mellan språk och erfarenhet". Enligt tidskriften O Globo ger hennes poesi ett naivt första intryck som rymmer en diskussion kring förhållandet mellan ord och föremål.

## Källhänvisningar
1. ↑  "Uma coisa pequena, fugaz". Gazetadopovo.com.br. Läst 16 september 2014. (engelska)
2. ↑  "Ana Martins Marques". Companhiadasletras.com.br. Läst 16 september 2014. (portugisiska)
3. 1 2 3  ”Ana Martins Marques - sonoridades poéticas”. www.elfikurten.com.br. http://www.elfikurten.com.br/2016/03/ana-martins-marques.html. Läst 15 november 2016.
4. ↑  Paisagem com figuras: fotografia na literatura contemporânea Arkiverad 16 november 2016 hämtat från the Wayback Machine. (pdf), Faculdade de Letras da Universidade Federal de Minas Gerais
5. ↑  "Ana Martins Marques - Nossa aposta". Arkiverad 22 december 2011 hämtat från the Wayback Machine. Bravo!, 2010-05. Läst 16 september 2014. (portugisiska)
6. ↑  "Como montar uma armadilha para os amantes". Sulementopernambuco.com.br. Läst 16 september 2014. (portugisiska)
7. ↑  "Poesia sem ancoradouro: Ana Martins Marques". Digestivo Cultural, 2010-03-23. Läst 16 september 2014. (portugisiska)
8. ↑  "Ana Martins Marques vence prêmio de poesia da Biblioteca Nacional". Arkiverad 21 oktober 2014 hämtat från the Wayback Machine. Gazeta do Povo. Läst 16 september 2014. (portugisiska)
9. ↑  CAVALCANTI, Jardel Dias. "A poesia sem ancoradouro de Ana Martins Marques". Arkiverad 19 oktober 2014 hämtat från the Wayback Machine. Suplemento Literário de Minas Gerais, jan/feb 2010. Läst 16 september 2014. (portugisiska)
10. ↑  ”Crítica: o humanismo acolhedor da poesia de Ana Martins Marques” (på brasiliansk portugisiska). O Globo. 7 november 2015. http://oglobo.globo.com/cultura/livros/critica-humanismo-acolhedor-da-poesia-de-ana-martins-marques-17984159. Läst 15 november 2016.
11. ↑  ”Ana Martins Marques”. Grupo Companhia das Letras, www.companhiadasletras.com.br. http://www.companhiadasletras.com.br/autor.php?codigo=03040. Läst 15 november 2016.